# 사르곤
사르곤(Sargon of Akkad, /ˈsɑːrɡɒn/; 아카드어: 𒊬𒊒𒄀 Šarrugi; 기원전 경 2279년 사망) 혹은 사르곤 대왕은, 기원전 24세기부터 23세기 사이에 수메르의 도시 국가들을 정복한 아카드 제국의 초대 통치자이다. 기록된 역사에서 등장하는 제국을 다스린 최초의 황제이다.
사르곤은 약 한 세기 이후 구티움의 수메르 정복까지 통치했던 "사르곤" 또는 "고대 아카드" 왕조의 창시자였다. 수메르 왕명표에 따르면 사르곤은 왕이 되기 전 키시의 우르자바바 왕의 잔 드리는 자였다.
아직 고고학적으로 확인되지 않은 수도 아카드에서 통치했으며, 메소포타미아의 대부분과 레반트, 후르리인 및 엘람 영토의 일부를 다스린 것으로 여겨진다.
사르곤은 기원전 8세기에서 7세기 사이의 신아시리아 문학에서는 전설적인 인물로 등장한다. 사르곤의 탄생 전설의 파편이 담긴 점토판이 아슈르바니팔 도서관에서 발견되었다.

## 이름

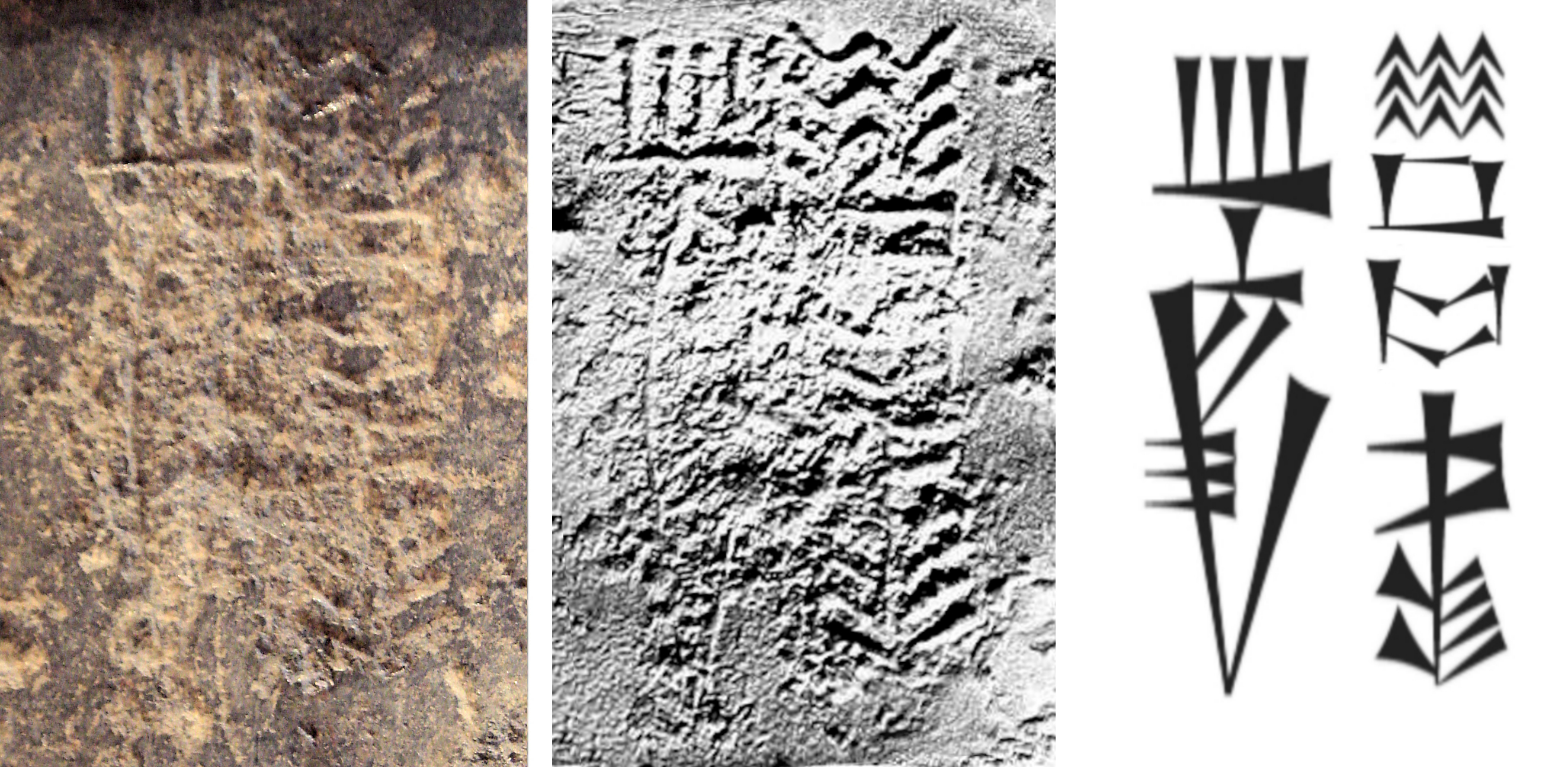
"사르곤 왕"(Šar-ru-gi lugal)이 사르곤 승전비(사진)에 새겨져 있다.

아카드어 이름은 샤루우킨(Šarru-ukīn) 또는 샤루켄(Šarru-kēn)으로 정규화된다. 설형 문자 표기는 루갈우킨(LUGAL-ú-kin), 샤루겐(šar-ru-gen6), 샤루키인(šar-ru-ki-in), 샤루우키인(šar-ru-um-ki-in) 등으로 다양하다. 사르곤의 전설을 다룬 바빌로니아 제1왕조 점토판에서 그의 이름은 𒊬𒊒𒌝𒄀𒅔(샤루움키인 Šar-ru-um-ki-in)으로 표기되어 있다.
후기 아시리아 문서에서는 대부분 LUGAL-GI.NA 또는 LUGAL-GIN으로 표기되는데, 이는 사르곤 2세의 이름과 동일하다. 가장 많이 사용되는 말인 '사르곤'은 구약성경 이사야 20장 1절에 사르곤 2세를 סַרְגוֹן라고 적은 것에 유래했다.
이름의 첫 번째 요소는 "왕"을 뜻하는 아카드어(동셈어)인 '사루'이다(히브리어 śar שַׂר와 비교). 두 번째 요소는 동사 '키눔'이다. 이는 "확인하다, 세우다"에서 파생되었다(히브리어 kūn כּוּן과 관련됨).
사루우킨을 해석하면 "왕이 (안정을) 확립했다" 또는 "그 [신이] 왕을 세웠다"가 될 수 있다. 그러나 '우킨'으로 끝나는 다른 이름들은 항상 주어와 목적어를 모두 포함하기 때문에 이런 해석의 정당성은 논쟁의 대상이 된다. 예를 들어 사마스-수마-우킨은 "샤마쉬가 후계자를 세웠다"를 의미한다. 이 이름이 채택된 재위명인지 아니면 출생명인지에 대해서도 논쟁이 있다. '사루켄'이라는 독해는 형용사적으로 "왕은 확고하다; 정당하다"로 해석되어 šarrum ki(e)num이라는 구절로 확장되었다.
"사르곤 이전(Pre-Sargonic)"과 "사르곤 이후(Post-Sargonic)"라는 용어는 나보니두스 연대기의 연대기에 근거하여 아카드 사르곤의 역사적 존재가 확인되기 전에 아시리아학에서 사용되었다. 사루우킨이라는 형태는 1867년 니네베의 아슈르바니팔 도서관에서 발견된 아시리아 사르곤 전설에서 알려졌다. 이는 사르곤 휘하의 고위 관리였던 입니-샤루의 원통 인장에 새겨진 사르곤에 대한 동시대 유물로 추정된다. 요아킴 메낭은 1877년에 이 인장에 대한 설명을 발표하면서 왕의 이름을 셰가니-샤르-룩흐로 읽었고, 아직 이를 "대왕 사르곤"(구아시리아 왕 사르곤 1세와 동일시되었다)과 동일시하지 않았다. 1883년 대영박물관은 시파르의 샤마쉬 신전에 봉헌된 "샤르-가니-샤리 철퇴 머리"를 입수했다. 이 "샤르-가니"는 아시리아 전설의 아가데 사르곤과 동일시되었다. "샤르-가니-샤리"와 사르곤의 동일성은 1910년대에 잘못된 것으로 인식되었다. 샤르-가니-샤리(샤르칼리샤리)는 사실 사르곤의 증손자이자 나람신의 후계자이다.
신아시리아 왕 사르곤 2세가 아카드 사르곤의 이름을 직접 따랐는지 여부는 완전히 명확하지 않다. 그의 이름이 사루우킨으로 표기되어야 하는지 아니면 사루켄(우)로 표기되어야 하는지에 대한 불확실성이 있기 때문이다.

## 연대기

사르곤의 손자 나람신의 통치 기간 동안의 아카드 제국의 대략적인 범위 지도

사르곤에 관한 사료는 희박하다. 거의 동시대에 쓰여진 사료는 수메르 왕명표의 여러 판본이다. 여기서 사르곤은 정원사의 아들로 언급되며, 키시의 우르자바바의 잔 드리는 자였다. 우루크의 루갈자게시로부터 왕위를 찬탈하고 자신의 도시인 아카드로 가져갔다. 이후(기원전 2000년대 초반) 바이드너 연대기에는 사르곤이 우르자바바 직후에 통치했으며 루갈자게시는 언급되지 않았다. 왕명표의 여러 사본은 사르곤의 통치 기간을 40년 또는 54~56년으로 기록한다. 사르곤과 관련된 동시대 비문은 몇 개밖에 존재하지 않지만, 나중에 사르곤의 이전 비문을 복사한 것으로 알려진 많은 고대 바빌로니아 시대 문헌들이 존재한다.
절대 연도로 보면, 그의 통치 기간은 중기 연대기에 따라 기원전 2334년에서 2279년경에 해당한다. 구티움의 수메르 정복까지의 그의 후계자들은 "사르곤 왕조"로 알려져 있으며, 그들의 통치는 메소포타미아 역사의 "사르곤 시대"로 불린다.
포스터(1982)는 사르곤의 통치 기간이 55년이라는 해석이 사실은 원래 37년이라는 해석이 와전된 것이라고 주장했다. 더 오래된 왕명표 판본에서는 사르곤의 통치 기간이 40년으로 기록되어 있다.
토르킬드 야콥센은 사르곤의 아버지가 정원사였다는 구절을 결락으로 표시하여, 그 의미에 대한 불확실성을 나타냈다.
사르곤이 아카드의 설립자라는 주장은 엔샤쿠샨나의 첫 해로 거슬러 올라가는 장소를 언급하는 비문이 발견되면서 의문이 제기되었다. 엔샤쿠샨나는 사르곤 전대의 인물이기 때문이다. 바이드너 연대기(ABC 19:51)는 사르곤이 "아카드 앞에 바빌론을 건설했다"고 기록하고 있다. 초기 왕들의 연대기 (ABC 20:18–19)도 그의 통치 후반에 사르곤이 "바빌론의 구덩이 흙을 파내어 아가데 옆에 바빌론의 대응물을 만들었다"고 기록한다. 반 데 미에로프는 이 두 연대기가 아카드 사르곤이 아니라 훨씬 후대의 아시리아 왕인 신아시리아 제국의 사르곤 2세를 가리킬 수도 있다고 주장했다.

### 연호
수메르 왕명표와 후대 바빌로니아 연대기에서는 사르곤의 통치 기간이 34년에서 56년으로 다양하게 기록되어 있다. 하지만 출토된 유물에는 사르곤 통치기간 중 단 4개 해에 대한 사건만 기록되어있으며, 각각은 고유한 연호를 포함한다. 이 네 연호의 이름은 엘람, 마리, 시무룸, 우루아/아라와(서부 엘람)에 대한 그의 원정을 묘사한다.

- 사르곤이 시무룸으로 간 해
- 사르곤이 우루아/아라와(엘람 서쪽 끝 지역)를 파괴한 해
- 사르곤이 엘람을 파괴한 해
- 마리가 파괴된 해

— 사르곤의 알려진 재위 연호

## 역사적 서술
사르곤과 관련된 수많은 다른 비문들도 알려져 있다.

### 니푸르 비문

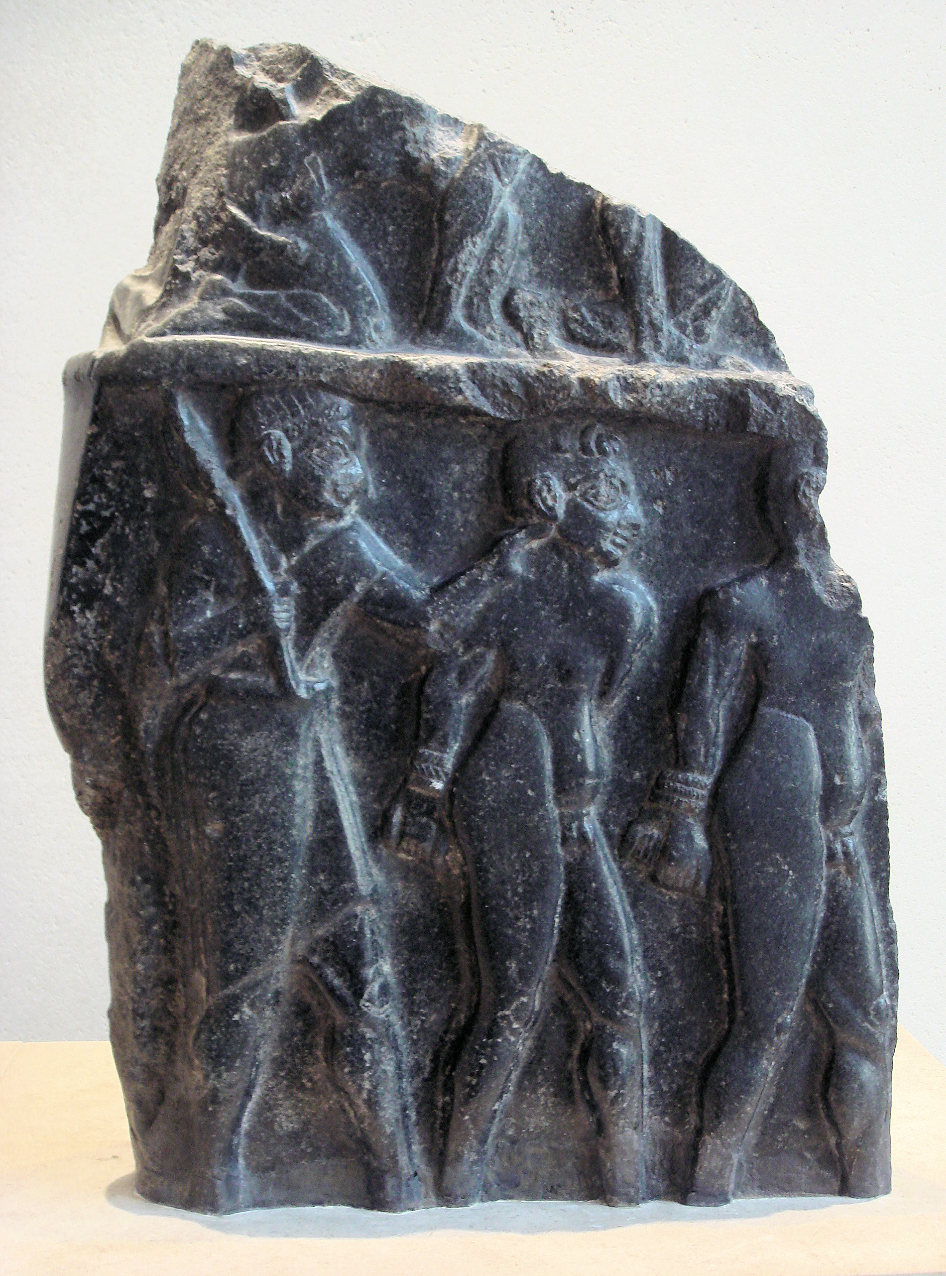
아카드 사르곤의 승전비에 새겨진 병사에게 호송되는 죄수들. 기원전 2300년경. 아마도 사르곤 통치 말기 작품. 죄수들의 머리 모양(위에 곱슬머리, 옆에 짧은 머리)은 우르의 깃발에서도 볼 수 있듯이 수메르인의 특징이다. 루브르 박물관.

사르곤의 통치에 대한 가장 중요한 자료 중 하나는 1890년대 펜실베이니아 대학교 니푸르 발굴에서 출토된 바빌로니아 제1왕조 시대의 점토판이다. 이 점토판은 사르곤이 엔릴 신전에 세운 조각상의 받침대에 새겨진 비문의 사본이다. 첫 번째 파편(CBS 13972)은 아르노 포벨이 편집했고, 두 번째 파편(Ni 3200)은 레옹 레그랭이 편집했다.

#### 수메르 정복
비문에서 사르곤은 자신을 "아카드의 왕 사르곤, 인안나의 감독관(마쉬킴), 키시의 왕, 아누의 기름 부음 받은 자(구다), 땅의 왕 [메소포타미아], 엔릴의 총독(엔시)"이라고 칭한다. 여기서 사르곤은 우루크를 정복하고 루갈자게시의 패배를 기념하며, 사르곤이 루갈자게시를 "엔릴의 문까지 목걸이를 채워" 데려왔다고 한다.
아카드의 왕 사르곤, 이슈타르의 감독관, 키시의 왕, 아누의 기름 부음 받은 자, 땅의 왕, 엔릴의 총독: 그는 우루크 도시를 패배시키고 성벽을 허물었다. 우루크 전투에서 승리하여 우루크의 왕 루갈자게시를 전투 중에 사로잡아 엔릴의 문까지 목걸이를 채워 데려갔다.— 사르곤 비문(니푸르에서 발굴된 고대 바빌로니아 사본).

사르곤은 이어서 우르와 에-닌마르를 정복하고 라가시부터 바다까지의 영토를 "황폐화시켰다", 그리고 거기에서 움마 (수메르)를 정복하고 파괴했다.
아카드의 왕 사르곤은 우르와의 전투에서 승리하여 도시를 정복하고 성벽을 파괴했다. 그는 에닌마르를 정복하고 그 성벽을 파괴했으며, 그 지역과 라가시를 바다까지 정복했다. 그는 바다에서 무기를 씻었다. 그는 움마와의 전투에서 승리하여 [도시를 정복하고 성벽을 파괴했다]. [사르곤에게], 땅의 주인인 엔릴 신은 [적수를] 주지 않았다. 엔릴 신은 그에게 [상해와] [하해]를 주었다.— 사르곤 비문. E2.1.1.1

#### 지중해까지 이르는 메소포타미아 상류 정복
레반트의 신 다곤에게 복종하며, 사르곤은 마리, 야르무티(야르무트?) 및 에블라를 포함하여 메소포타미아 상류 및 레반트의 영토를 "삼목 숲 (아마누스 산맥)과 은산 (알라다흐 산맥?)까지" 정복하여 "상해"(지중해)에서 "하해"(페르시아만)까지 통치했다.
사르곤 왕은 투툴에서 다곤에게 경배했다. 그(다곤)는 그(사르곤)에게 상부 지역인 마리, 야르무티, 그리고 에블라를 삼나무 숲과 은산까지 주었다.— 사르곤의 니푸르 비문.

#### 엘람과 마르하시 정복
사르곤은 또한 비문에서 자신을 "세계의 왕, 엘람과 파라슘의 정복자 사르곤"이라고 칭한다. 엘람과 파라슘은수메르 동쪽에 위치한 주요 정치체였다. 그는 또한 자신이 물리친 동방의 여러 통치자들의 이름을 언급하는데, 예를 들어 "엘람의 왕 히시브라시니의 아들 루흐-이샨"이나 "파라슘의 장군 시드가우"가 있으며, 시드가우는 나중에 리무시의 비문에서도 다시 등장한다.
사르곤은 총 34개 도시에서 승리했다. 멜루하, 마간, 딜문에서 온 배들이 그의 수도인 아카드에 정박했다.
그는 "매일 그의 앞에서 빵을 먹는" 5,400명의 궁정 또는 상비군을 두었다.

## 사르곤에 대한 후대 문학 작품

### 사르곤 서사시

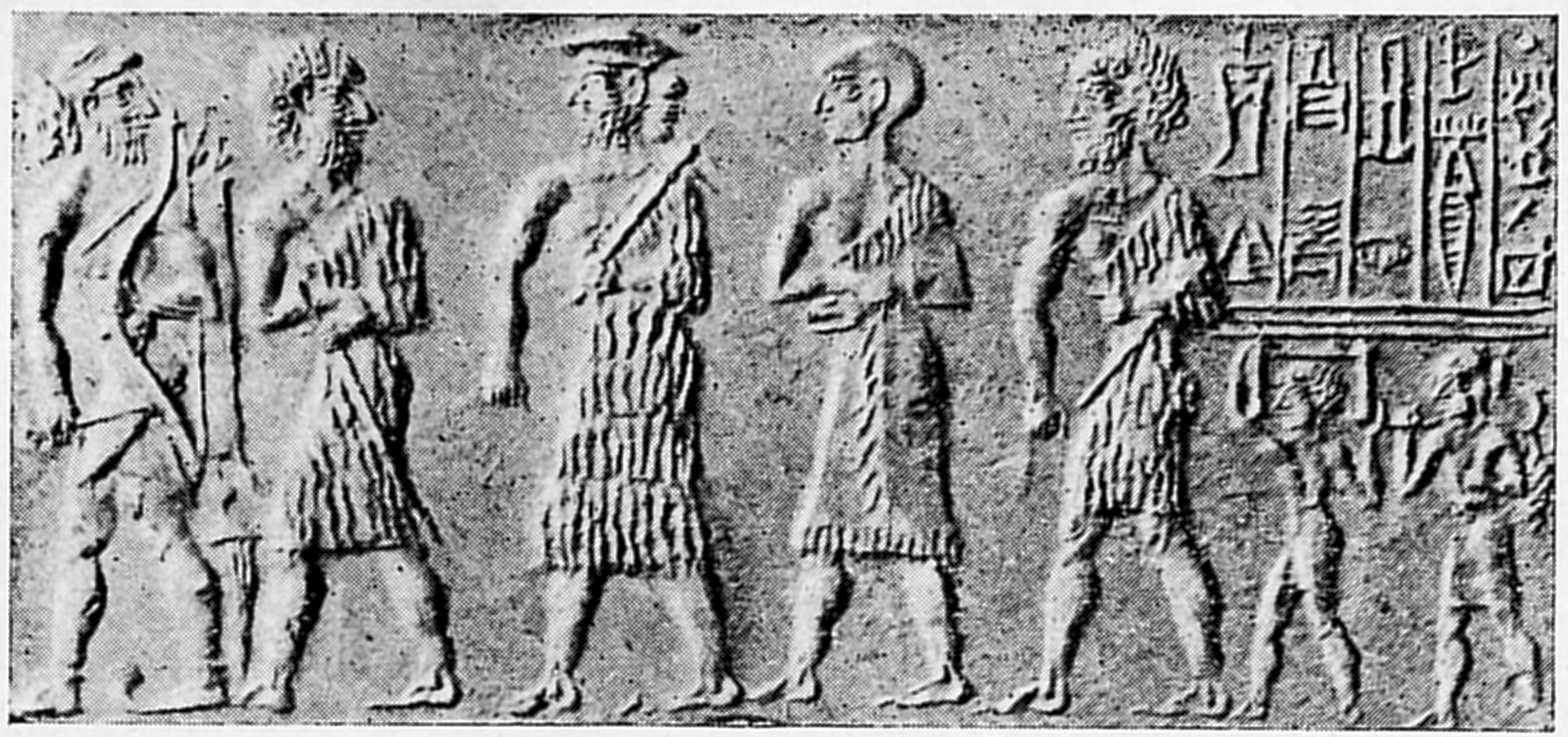
칼키 서기관의 원통 인장으로, 사르곤의 형제일 가능성이 있는 우빌-에쉬타르 왕자가 고위 관리들(앞의 궁수, 두 명의 고위 관리, 그리고 왕자 뒤를 따르는 서기관이 점토판을 들고 있다)과 함께 있는 모습을 보여준다. 비문: "우빌-아쉬타르, 왕의 형제: 칼-키 서기관은 그의 종이다."

"사르곤 서사시" 또는 "사르곤의 위업"으로 요약되는 네 개의 바빌로니아 문헌들은 사르곤을 원정 전에 많은 부하들의 조언을 구하는 군사령관으로 묘사한다. 정복 영웅 사르곤의 이야기는 위기 상황에 처한 사르곤 궁정에서 시작된다. 사르곤은 전사들에게 영웅적 미덕을 찬양하며 연설하고, 한 궁정인은 군대 영웅이 이룬 영광에 대한 강연을 한다. 이야기는 사르곤의 멀리 떨어진 우타-라스파슈팀 땅으로의 원정을 다루며, "태양의 어두워짐"과 시무룸 땅의 정복에 대한 서술을 포함하고,
사르곤이 자신의 정복 목록을 나열하는 결론적인 연설로 끝난다.

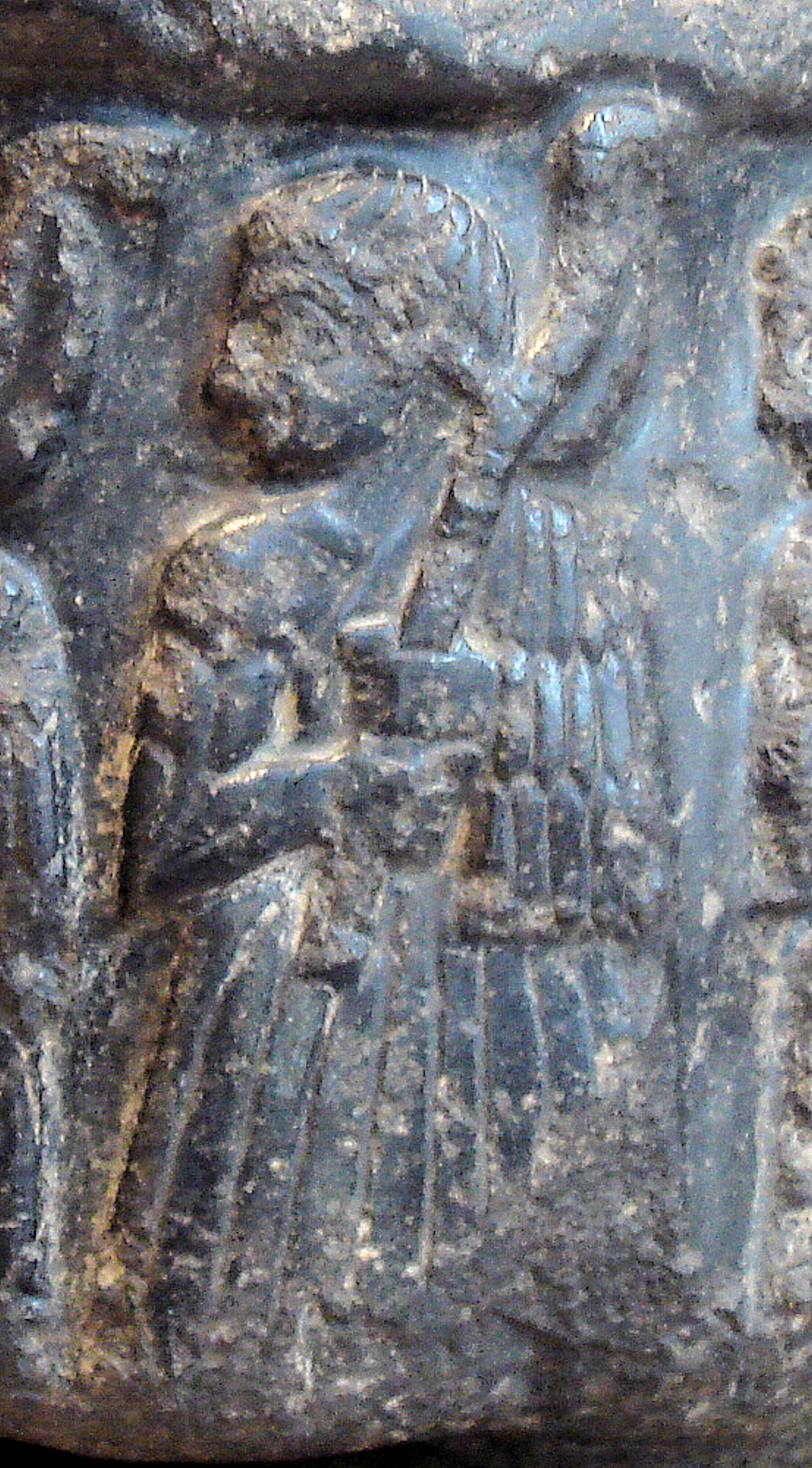
아카드 사르곤의 수행원 중 한 명인 아카드 관리, 도끼를 들고 있다.

전투의 왕 이야기는 사르곤이 상인들을 보호하기 위해 아나톨리아 도시 푸루샨다에 대항한 원정을 다룬다. 이 이야기의 히타이트어와 아카드어 판본이 모두 발견되었다. 히타이트어 판본은 6개의 파편으로 남아 있으며, 아카드어 판본은 아마르나, 아수르, 니네베에서 발견된 여러 사본으로 알려져 있다. 이 이야기는 시대착오적인데, 사르곤을 19세기 배경으로 묘사하고 있다. 같은 텍스트는 사르곤이 서해(지중해)를 건너 쿠파라에 도착했다고 언급하는데, 일부 학자들은 이를 크레타 또는 키프로스와 일반적으로 연관되는 고대 지명인 케프티우를 뜻하는 아카드어 단어로 해석한다.
기근과 전쟁은 사르곤 통치 말년에 그의 제국을 위협했다. 초기 왕들의 연대기는 그의 통치 마지막 몇 년 동안 모든 지역에서 반란이 일어났다고 보고한다.
그 후 [사르곤의] 노년기에 모든 땅이 그에게 반란을 일으켜 그를 아카드에서 포위했다. 그러나 사르곤은 전투에 나서 그들을 물리쳤고, 그들을 전복시켰으며, 그들의 광대한 무리를 궤멸시켰다. 그 후 그는 수바르투 땅을 그의 힘으로 공격했고, 그들은 그의 무기에 굴복했으며, 사르곤은 그 반란을 진압하고 그들을 물리쳤다. 그는 그들을 전복시켰으며, 그들의 광대한 무리를 궤멸시켰고, 그들의 소유물을 아카드로 가져왔다. 그는 바빌론의 도랑에서 흙을 제거하여 아카드의 경계를 바빌론과 같게 만들었다. 그러나 그가 저지른 악행 때문에 위대한 주 마르둑은 분노했고, 기근으로 그의 백성을 멸망시켰다. 해가 뜨는 곳부터 해가 지는 곳까지 그들은 그에게 대항했고 그에게 쉼을 주지 않았다.

A. 레오 오펜하임은 마지막 문장을 "동쪽에서 서쪽까지 그[즉 마르둑]는 (그들을) 그에게서 멀어지게 했고 (그에게 벌로) 그가 (무덤에서) 쉬지 못하도록 고통을 주었다"고 번역했다.

### 초기 왕들의 연대기

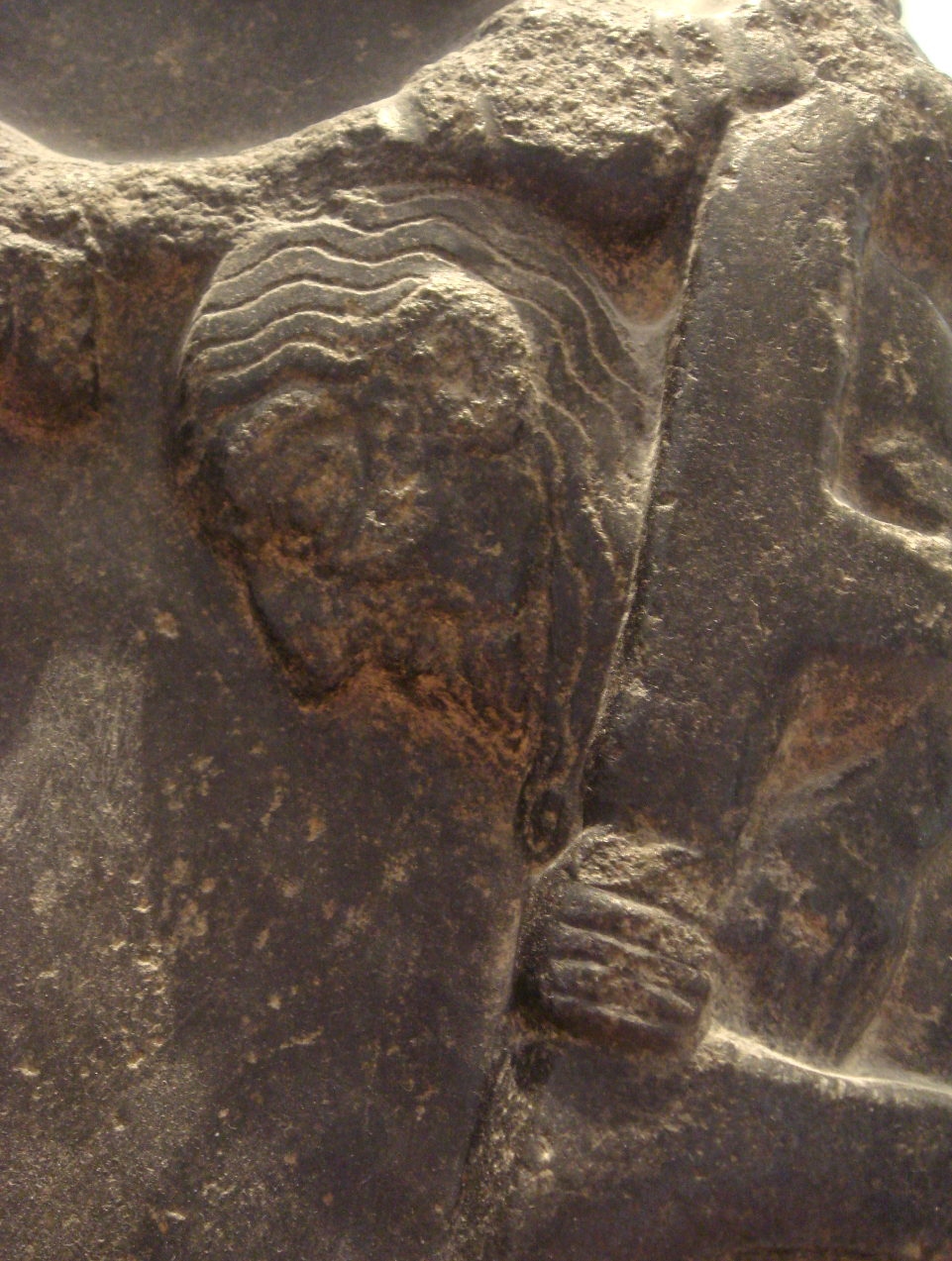
우리 속의 죄수, 아마도 우루크의 왕 루갈자게시로, 아카드 사르곤에게 철퇴로 머리를 맞는 모습. 아카드 제국 승전비. 기원전 2300년경. 루브르 박물관.

수메르를 확보한 직후, 사르곤은 비옥한 초승달 지대 전체를 정복하기 위한 일련의 원정을 시작했다. 후대 바빌로니아 역사서인 초기 왕들의 연대기는 다음과 같이 서술한다.
[사르곤은] 경쟁자도 동등한 자도 없었다. 그의 영광은 온 땅에 퍼졌다. 그는 동쪽 바다를 건넜다. 열한 번째 해에 그는 서쪽 땅의 가장 먼 지점까지 정복했다. 그는 그곳을 하나의 권위 아래 두었다. 그는 그곳에 자신의 동상을 세웠고 서쪽의 전리품을 바지선으로 실어 날랐다. 그는 5시간 간격으로 궁정 관리들을 배치하여 땅의 부족들을 단결시켜 통치했다. 그는 카잘루로 진격하여 카잘루를 폐허로 만들었고, 심지어 새 한 마리도 앉을 곳이 남지 않게 했다.

동쪽에서는 사르곤이 아완 왕조의 왕이 이끄는 엘람의 네 명의 지도자를 물리쳤다. 그들의 도시는 약탈당했고, 수사, 와라흐셰 및 인근 지역의 총독, 부왕, 왕들은 아카드의 속국이 되었다.

### 기원 전설
사르곤은 나중에 아시리아와 바빌로니아 문학에서 겸손한 출신에서 권력을 잡고 메소포타미아를 정복한 것을 묘사하는 전설적인 이야기의 주제가 되었다. 이러한 2차적이고 부분적으로 전설적인 이야기 외에도 사르곤 본인의 많은 비문이 있지만, 이들 대부분은 훨씬 후대의 사본으로만 알려져 있다. 루브르 박물관에는 수사에서 발견된 사르곤 시대의 승전비 두 개 파편이 소장되어 있다(이들은 아마도 기원전 12세기에 메소포타미아에서 수사로 운반되었을 것이다).

#### 수메르 전설
수메르어 사르곤 전설에는 사르곤이 미천한 신분에서 권력을 잡는 과정에 대한 전설적인 이야기가 담겨 있다. 이 전설은 이전에 알려진 아시리아 전설의 더 오래된 판본으로, 1974년에 니푸르에서 발견되어 1983년에 처음 편집되었다. 이후 학자들은 두 파편이 실제로 연결된 것인지, 또는 심지어 두 개의 다른 문서에서 나온 것인지에 대해 의문을 제기했다. 초기 번역 또한 의문이 제기되었다.
현존하는 판본들은 불완전하지만, 남아 있는 두 파편은 사르곤의 아버지를 라이붐이라고 지칭한다. 결락 후, 텍스트는 키시의 왕 우르자바바에게로 건너뛰며, 그는 꿈에서 깨어나지만 꿈의 내용은 점토판의 남아 있는 부분에서는 드러나지 않는다. 알 수 없는 이유로 우르자바바는 사르곤을 그의 잔 드리는 자로 임명한다. 그 직후 우르자바바는 사르곤을 자신의 방으로 초대하여 사르곤의 꿈에 대해 논의하는데, 그 꿈에는 여신 이슈타르의 총애와 여신이 우르자바바를 피 강에 빠뜨리는 내용이 포함되어 있었다. 깊이 두려워한 우르자바바는 수석 대장장이 벨리슈-티칼의 손에 사르곤을 살해하도록 명령하지만, 이슈타르는 그를 막고 사르곤에게 "피로 오염되었기" 때문에 문에서 멈추라고 요구한다. 사르곤이 우르자바바에게 돌아오자 왕은 다시 두려워하며 사르곤을 우루크의 왕 루갈자게시에게 보내어 사르곤을 죽이라는 점토판 메시지를 보내기로 결정한다. 전설은 이 지점에서 끊어진다. 아마도 누락된 부분은 사르곤이 어떻게 왕이 되었는지를 묘사했을 것이다.

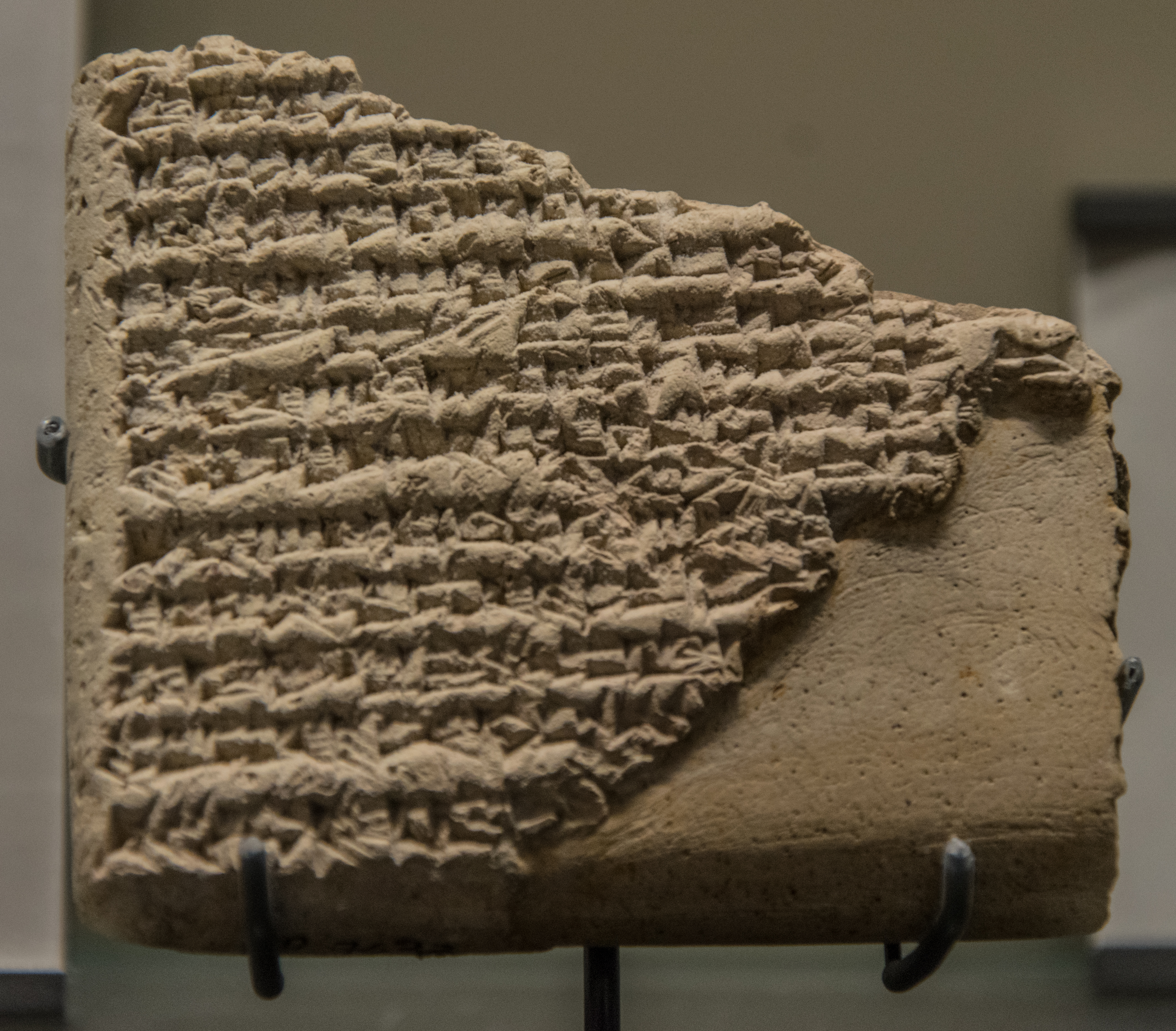
사르곤의 탄생 이야기, 기원전 2000년대 초반.

왕의 꿈을 해석하는 부분은 요셉의 성경 이야기와 유사하며, 전달자의 사형 선고가 담긴 편지에 대한 부분은 그리스 이야기의 벨레로폰과 성경 이야기의 우리아와 유사하다.

#### 탄생 설화

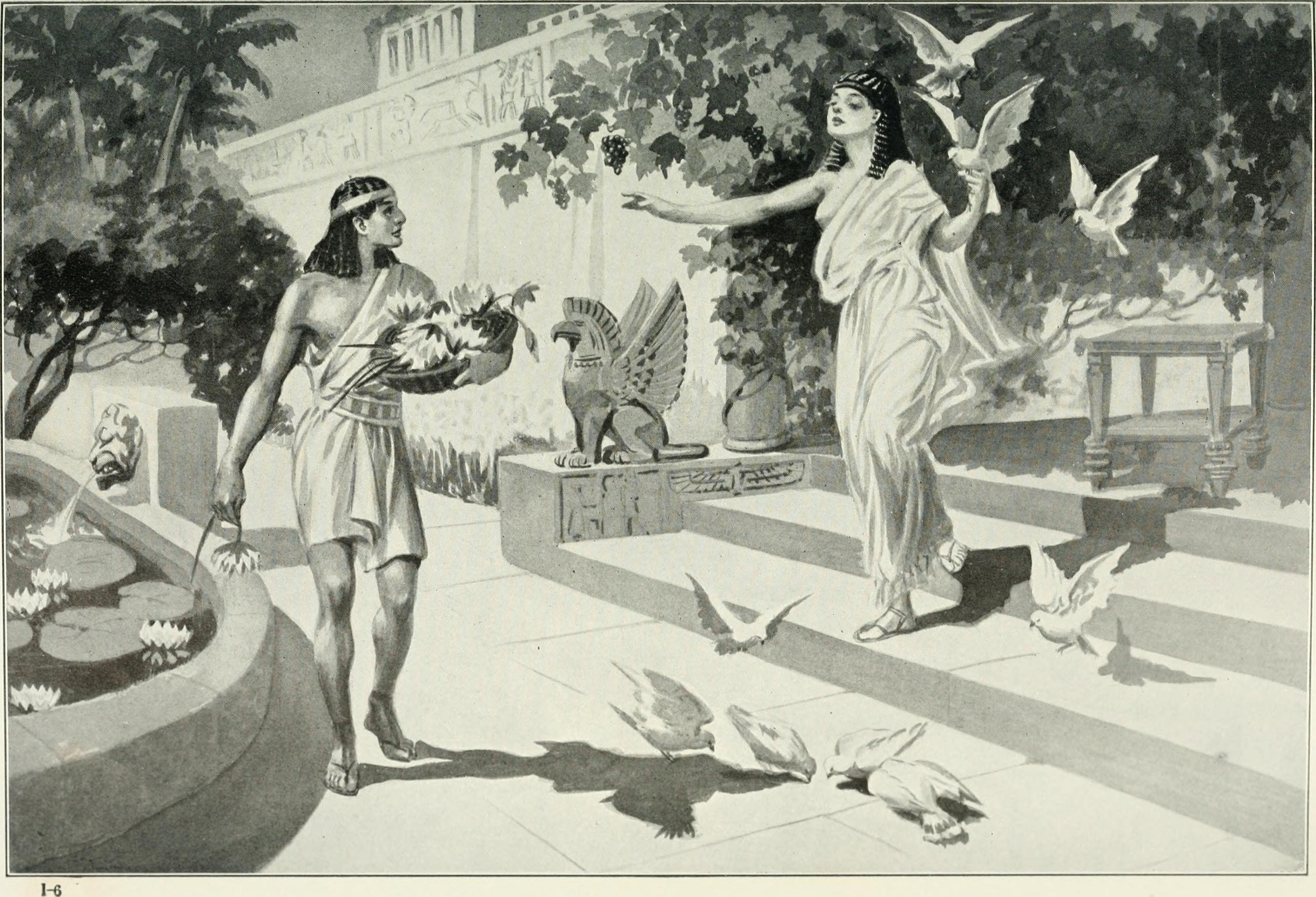
아시리아 사르곤 전설 삽화 (1913): 정원사로 일하는 어린 사르곤에게 "비둘기 구름에 둘러싸인" 이쉬타르가 찾아온다.

기원전 7세기의 신아시리아 문서 중에는 '사르곤의 자서전'으로 제목붙은 것이 있는데, 여기서 사르곤이 위대한 왕이 여사제의 사생아였다고 단언한다. 이 문서의 시작 부분(첫 두 열)만이 세 개의 파편으로 나뉘어 발견되었다. 첫 번째 조각들은 일찍이 1850년에 발견되었다. 사르곤의 출생과 어린 시절은 다음과 같이 묘사되어 있다.
나의 어머니는 고위 여사제였고, 나의 아버지는 알지 못했다. 나의 아버지의 형제들은 언덕을 사랑했다. 나의 도시는 유프라테스강 기슭에 위치한 아주피라누이다. 나의 고위 여사제 어머니는 나를 잉태했고, 몰래 나를 낳았다. 그녀는 나를 갈대 바구니에 넣고 역청으로 뚜껑을 봉했다. 그녀는 나를 물이 넘쳐흐르는 강에 던졌다. 강은 나를 떠내려가게 하여 물 긷는 자 아키에게 데려갔다. 물 긷는 자 아키는 나를 아들로 삼아 길렀다. 물 긷는 자 아키는 나를 정원사로 임명했다. 내가 정원사로 일하는 동안, 이슈타르는 나에게 사랑을 베풀었고, 나는 4년 하고도 몇 년 동안 왕위를 행사했다.

사르곤 탄생 전설과 모세, 카르나, 오이디푸스를 비롯한 고대 탄생설화의 유사성은 정신분석학자 오토 랑크가 1909년 저서 영웅의 탄생 신화에서 언급했다. 이 전설은 또한 브라이언 루이스에 의해 상세히 연구되었고, 유라시아 민담에서 발견되는 영아 출생 노출 모티프의 많은 다른 예들과 비교되었다. 그는 가능한 원형 형태에 대해 논의하며, 특히 사르곤 전설과 모세의 탄생 이야기에 주목했다. 조지프 캠벨도 이러한 비교를 했다.
사르곤은 성경의 니므롯의 정체성 또는 영감에 대한 많은 제안 중 하나이다. 유잉 윌리엄(1910)은 바빌론인들을 통일한 것과 신아시리아 탄생 전설에 기반하여 사르곤을 제안했다. 이갈 레빈(2002)은 니므롯이 사르곤과 그의 손자 나람신의 회상이며, "니므롯"이라는 이름은 후자에서 유래했다고 제안했다.

## 가족

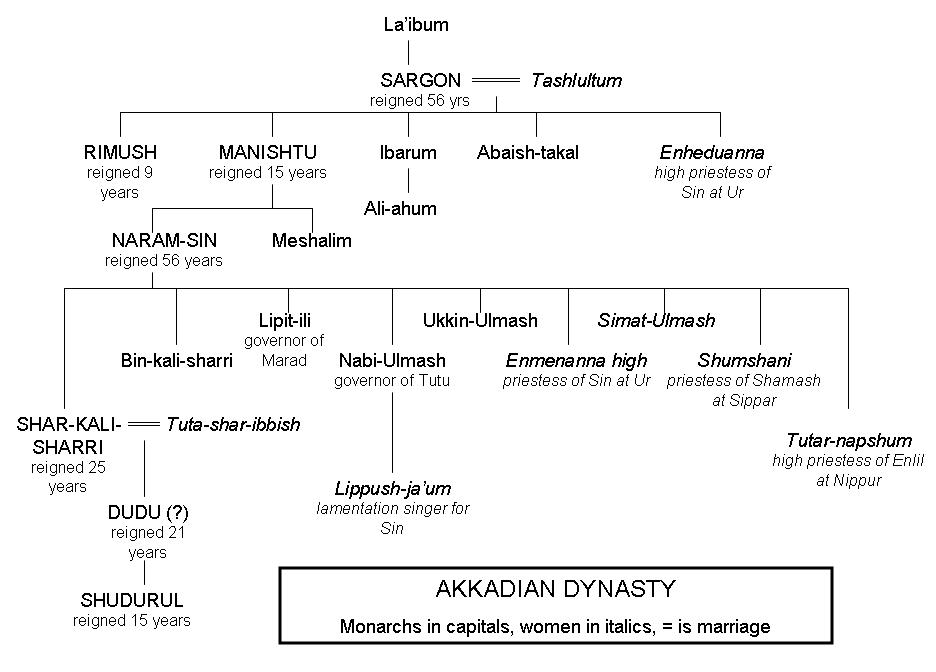
아카드 사르곤의 가계도

사르곤의 주 왕비인 타슐룰툼과 그의 자녀들의 이름이 알려져 있다. 그의 딸 엔헤두안나는 우르의 달 신의 고위 여사제였으며 의식 찬가를 작곡했다. 그녀의 많은 작품, 특히 이슈타르에 대한 찬가는 이후 수세기 동안 사용되었다. 사르곤의 뒤를 이어 그의 아들 리무시가 왕이 되었고, 리무시의 죽음 이후 또 다른 아들인 마니시투슈가 왕이 되었다. 마니시투슈는 그의 아들 나람신에게 왕위를 물려주었다. 다른 두 아들인 슈-엔릴(이바룸)과 일라바이스-타칼(아바이시-타칼)도 알려져 있다.
아카드 사르곤은 때때로 역사 시대에서 제국(다민족 영토의 중앙 정부라는 의미에서)을 통치한 최초의 인물로 여겨진다. 비록 루갈자게시와 같은 이전 수메르 통치자들도 비슷한 주장을 할 수 있지만 말이다. 그의 통치는 또한 셈족 제국들의 역사를 알리는데, 이 제국들은 신수메르 시대(기원전 21세기/20세기)의 중단 이후, 기원전 539년 오피스 전투 이후의 아케메네스 제국 정복까지 약 15세기 동안 지속되었다.
사르곤은 죽은 후 약 2천 년 동안 메소포타미아 왕들의 모범으로 여겨졌다. 메소포타미아에 제국을 세운 아시리아와 바빌로니아 왕들은 자신들을 사르곤 제국의 후계자로 보았다.
사르곤은 실제로 후대 아시리아 시대에 이해되던 "제국" 개념을 도입했을 수 있다. 1인칭으로 쓰인 신아시리아 사르곤 텍스트는 사르곤이 후대 통치자들에게 자신처럼 "검은 머리 백성"(즉, 메소포타미아의 원주민)을 통치하도록 도전하는 내용을 담고 있다. 후기 청동기 시대 구전 전통에서 "사르곤 영웅들"에 대한 중요한 자료는 히타이트어 (기원전 15세기) 후르리-히타이트 노래 기록으로, 사르곤과 그의 직계 후계자들을 "신격화된 왕"(dšarrena)으로 부른다.
사르곤은 그의 이름과 같은 이름을 가진 두 명의 메소포타미아 왕들과 이름을 공유한다. 사르곤 1세는 구아시리아 시대의 왕으로, 아마도 아카드 사르곤의 이름을 따서 지어진 것으로 추정된다. 사르곤 2세는 아카드 사르곤의 이름을 따서 지어진 신아시리아 왕이다. 이 왕의 이름이 히브리어 성경(이사야 20:1)에 사르곤(סַרְגוֹן)으로 번역되었다.
신바빌로니아 왕 나보니두스는 사르곤 왕조의 역사에 큰 관심을 보였으며, 심지어 사르곤과 그의 후계자들의 궁전 발굴까지 주도했다.

## 대중문화

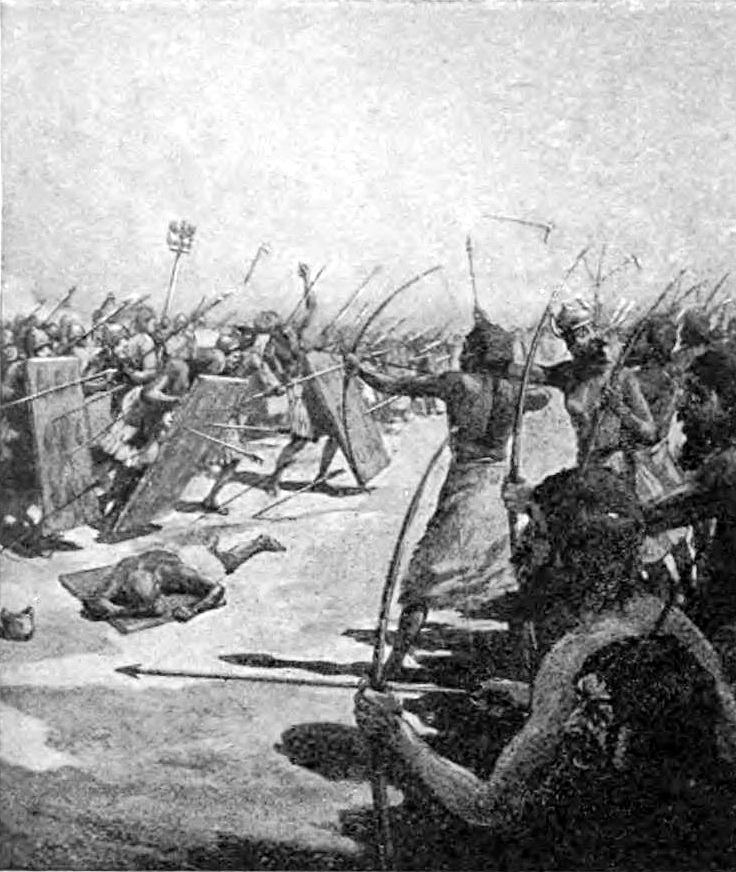
수메르인들(왼쪽)과 사르곤이 이끄는 셈족(오른쪽), 활과 화살로 무장한 전투 (20세기 묘사)

공상적인 모험 영화 스콜피온 킹 2: 전사의 탄생(2008)은 아카드 사르곤을 흑마법을 휘두르는 살인적인 군대 사령관으로 묘사한다. 그는 영화의 주요 악당으로 랜디 커투어가 연기했다.
스타 트렉 (드라마) 시즌 2의 20번째 에피소드 "돌아온 내일"에는 한때 강력한 제국을 통치했던 사르곤이라는 이름의 고대 텔레파시 외계인이 등장한다.
미국의 록 그룹 데이 마이트 비 자이언츠는 2007년 앨범 《The Else》의 곡 "The Mesopotamians"에서 함무라비, 아슈르바니팔, 길가메시와 함께 아카드 사르곤을 언급한다.
영국의 우파 유튜버이자 정치 평론가인 칼 벤자민은 자신의 유튜브 채널에서 "아카드 사르곤"이라는 온라인 가명을 사용한다.
비디오 게임 에이지 오브 엠파이어 2: 디피니티브 에디션의 확장팩 "로마의 귀환"에는 "아카드 사르곤"이라는 캠페인이 포함되어 있으며, 이는 그의 수메르 정복과 아카드 제국의 부상을 묘사한다.

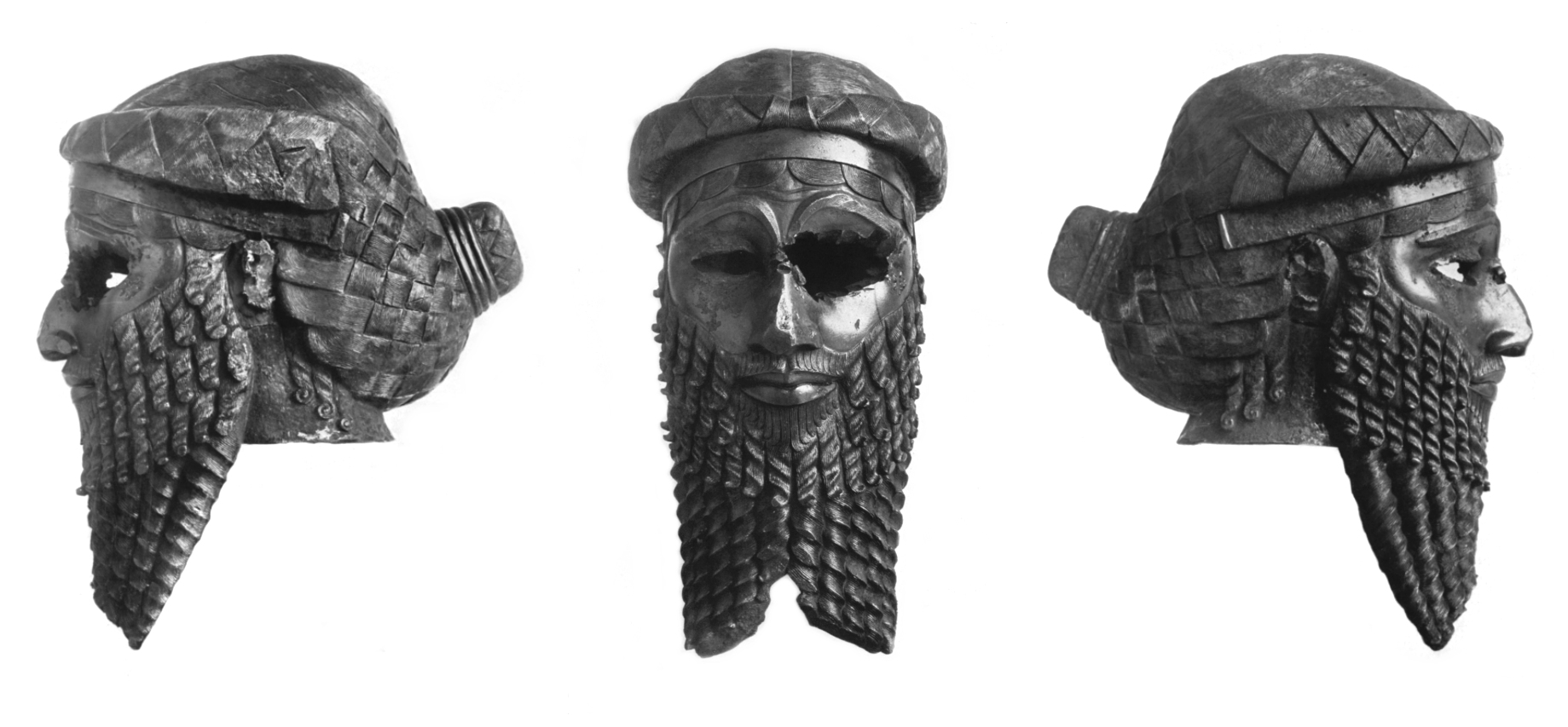
1936년 복원 후, 소위 "사르곤의 가면". 메스칼람두그, 에안나툼, 이쉬키-마리의 머리 장식과 유사한 땋은 머리와 왕실 머리묶음이 특히 잘 보인다. 양식적으로 보아 이는 사르곤 본인이 아닌 사르곤의 손자 나람신을 나타내는 것으로 현재는 생각된다.

## 같이 보기
- 메소포타미아의 역사
- 아카드 왕 목록
- 메소포타미아 왕조 목록

## 참고 문헌
- Albright, W. F., "A Babylonian Geographical Treatise on Sargon of Akkad's Empire", Journal of the American Oriental Society, pp. 193–245, 1925
- Bachvarova, Mary R., "Sargon the Great: from history to myth", in  From Hittite to Homer: The Anatolian Background of Ancient Greek Epic, pp. 166–198, Cambridge University Press, 2016 ISBN 9780521509794
- Beaulieu, Paul-Alain, et al., "A Companion to the Ancient near East", Blackwell, 2005 ISBN 9780631232933
- Botsforth, George W., "The Reign of Sargon", "A Source-Book of Ancient History", New York: Macmillan, 1912
- Foster, Benjamin R., "The Age of Agade. Inventing Empire in Ancient Mesopotamia", Routledge, 2016 ISBN 9781138909755
- Glassner, Jean-Jacques, "Mesopotamian Chronicles", Society of Biblical Literature, 2004 ISBN 1-58983-090-3
- Grayson, Albert Kirk, "Assyrian and Babylonian Chronicles", J. J. Augustin, 1975; Eisenbrauns, 2000
- Jacobsen, Thorkild, "The Sumerian King List", Assyriological Studies, AS 11, Chicago: Oriental Institute, 1939
- King, L. W.,  "Chronicles Concerning Early Babylonian Kings", II, London, pp. 87–96, 1907
- Kramer, S. Noah, "The Sumerians: Their History, Culture and Character", Chicago, 1963
- Kramer, S. Noah, "History Begins at Sumer: Thirty-Nine "Firsts" in Recorded History", Univ. of Pennsylvania Press, 1981
- Lewis, Brian, "The Sargon Legend: A Study of the Akkadian Text and the Tale of the Hero Who Was Exposed at Birth", American Schools of Oriental Research Dissertation Series, no. 4, Cambridge, MA: American Schools of Oriental Research, 1984
- Luckenbill, D. D., "On the Opening Lines of the Legend of Sargon", The American Journal of Semitic Languages and Literatures, pp. 145–46, 1917
- Postgate, Nicholas. "Early Mesopotamia: Society and Economy at the Dawn of History", Routledge, 1994
- Roux, G., "Ancient Iraq", London, 1980
- Sallaberger, Walter, "Mesopotamien. Akkade-Zeit und Ur III-Zeit", Annäherungen 3. OBO 160/3. Freiburg, Schweiz/Göttingen, 1999 ISBN 978-3-525-53325-3
- Schomp, Virginia, "Ancient Mesopotamia", Franklin Watts, 2005 ISBN 0-531-16741-0
- Van de Mieroop, Marc, "A History of the Ancient Near East: ca. 3000–323 BC", Blackwell, 2006 ISBN 978-1-4051-4911-2

| 작위                  | 작위                                                       | 작위        |
| --------------------- | ---------------------------------------------------------- | ----------- |
| 이전 우르자바바       | 키시의 왕 ? – 2279 BC (중기)                               | 이후 리무시 |
| 이전 루갈자게시       | 우루크, 라가시, 움마 (수메르)의 왕 ca. 2334–2279 BC (중기) | 이후 리무시 |
| 새 칭호               | 아카드의 왕 ca. 2334–2279 BC (중기)                        | 이후 리무시 |
| 이전 아완의 루흐-이샨 | 엘람의 군주 ca. 2334–2279 BC (중기)                        | 이후 리무시 |